# Pastoralno bogoslovlje
Pastoralno bogoslovlje odnosno pastoralna teologija je grana teologije koja se bavi ministerijalnim svećeništvom, Crkvom kao vjerničkom zajednicom, a usredotočuje se na kršćansko spasenje i usredotočuje materijalni objekt na crkveno djelovanje. Ova znanstvena grana je u prošlosti ispaštala zbog toga što se onda nije jasno odredilo joj objekt i metodologiju.
Kao bogoslovno razmišljanje o crkvenomu radu, pastoralno bogoslovlje je "znanstveni pogled na Crkvu u njezinoj svakodnevnoj izgradnji snagom Duha' (PDV, 57)".

## Povijest
Pastoralna teologija odnosno praktična teologija kao teološka disciplina implicite stara je koliko je staro i kršćanstvo odnosno povijesna Kristova Crkva, a explicite kao samostalna teološka disciplina postoji od 1774. godine, a pojam pastoralne teologije pojavio se u 16. stoljeću. Pastoralna teologija uvijek komplementarno objedinjuje teološku teoriju (theologia pastoralis) i crkvenu praksu (praxis pastoralis) od Isusovog vremena i prve Crkve sve do današnjih dana.

## Predmet
Na njemačkom govornom području praktična teologija uzima se kao istoznačnica za pastoralnu teologiju, no to nisu sasvim isti pojmovi. U užem se smislu bavi svjesno zamišljenim radom u područjima crkvene prakse kao što su dušobrižništvo, skupine, udruge, zajednica t.j. župa, biskupija, svjetska Crkva itd.). U širem smislu pojam je istovjetan pojmu praktične teologije, barem u katoličanstvu: sav bogoslovski rad koji kritički promišlja i zamišlja praksu ljudi.
Predmet pastoralnog bogoslovlja može biti materijalni i formalni. Predmet pastoralnog bogoslovlja je crkveni rad u svijetu sa svrhom ostvarivanja svoga poslanja spasenja.
Materijalni objekt pastoralnoga bogoslovlja je Crkva, cijeli narod Božji. Pri tome se mora uzeti u obzir da to nije samo službujuće svećenstvo nego i kraljevsko, tj. Crkva kao vjernička zajednica. Stoga crkveni rad nije usmjeren unutarcrkveno, nego i prema van, odnosno mora usmjeriti kršćansku zajednicu na "evanđeosko raspoznavanje društveno-kulturnih i crkvenih okolnosti" s kojima se zajednica suočava. 
Formalni objekt pastoralnog bogoslovlja se vidi kroz prosudbu trenutnih stvarnih crkvenih stanja i zbivanja, a radi postupna poboljšanja, zbog činjenice da okružje od jučer nije isto kao okružje od danas.

## Poveznice
- Pastoral
- Sustavna teologija
- Fundamentalna teologija
- Dogmatska teologija
- Moralna teologija
- Ekumenska teologija
- Praktična teologija
- Europsko istraživanje vrjednota

## Vanjske poveznice
Mrežna mjesta
- Katedra pastoralne teologije  Arhivirana inačica izvorne stranice od 10. ožujka 2016. (Wayback Machine), KBF u Zagrebu, www.kbf.unizg.hr
- Udžbenici pastoralne teologije na hrvatskom jeziku prije Drugog vatikanskog koncila  Arhivirana inačica izvorne stranice od 10. ožujka 2016. (Wayback Machine), www.vjeraidjela.com